# Милятичі
Миля́тичі — село в Україні, у Солонківській сільській громаді Львівського району Львівської області. Населення становить 484 особи.

## Населення
За даними перепису населення 2022 року, у селі мешкало 484 особи. Мовний склад села був таким:
| Мова       | Число ос. | Відсоток |
| ---------- | --------- | -------- |
| українська | 484       | 100      |

## Церква
У селі діє церква святих безсрібників Косми і Дам'яна (УГКЦ). Адміністратор парафії — о. Михайло Цегельський.

## Відомі люди

### Народилися
- Адам Теофіл Солскі вел Солецький — польський військовик, майор Війська Польського, учасник чотирьох воєн, кавалер ордену Virtuti Militari, жертва катинської трагедії.

## Галерея

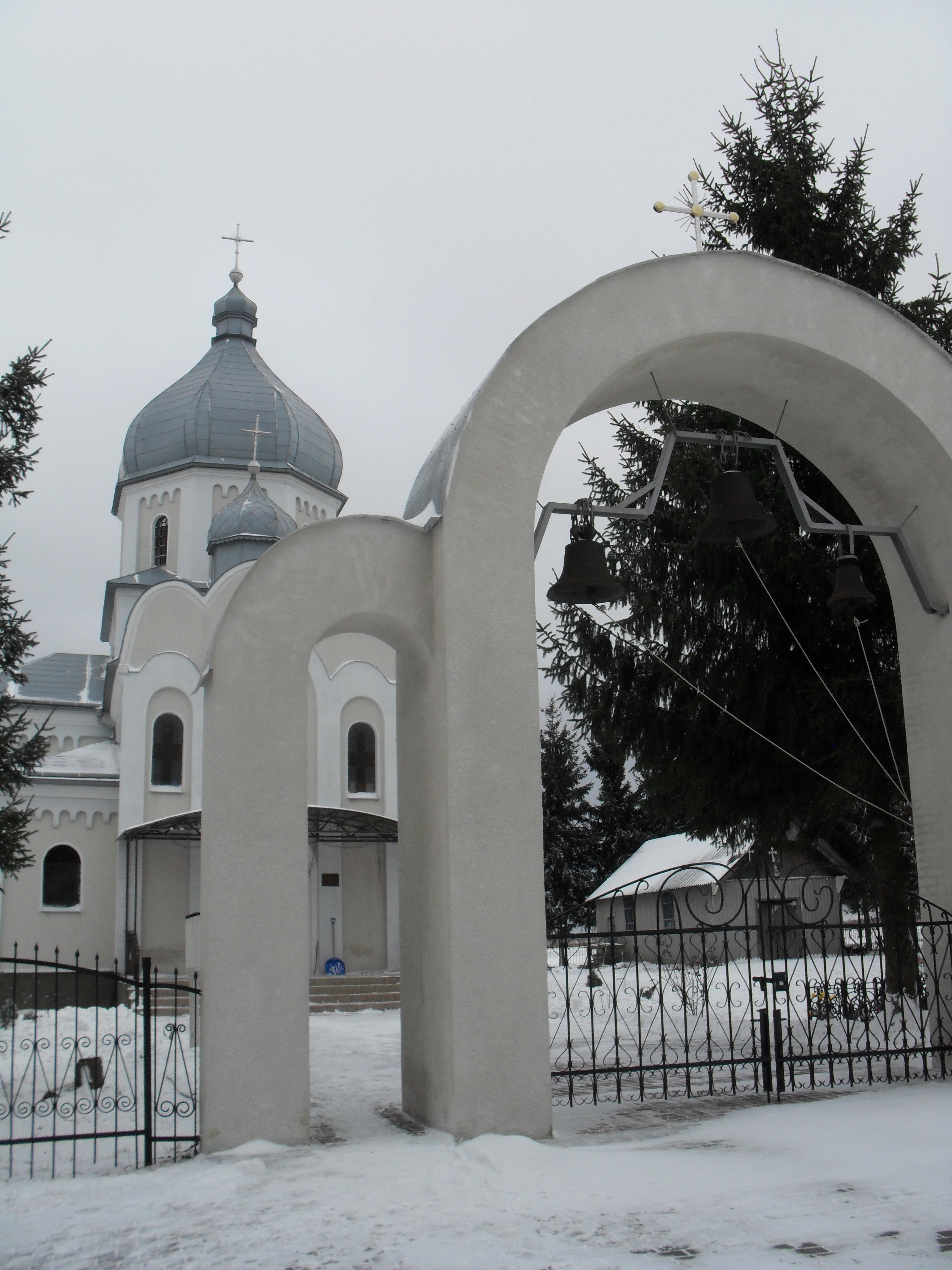
Церква в Милятичах
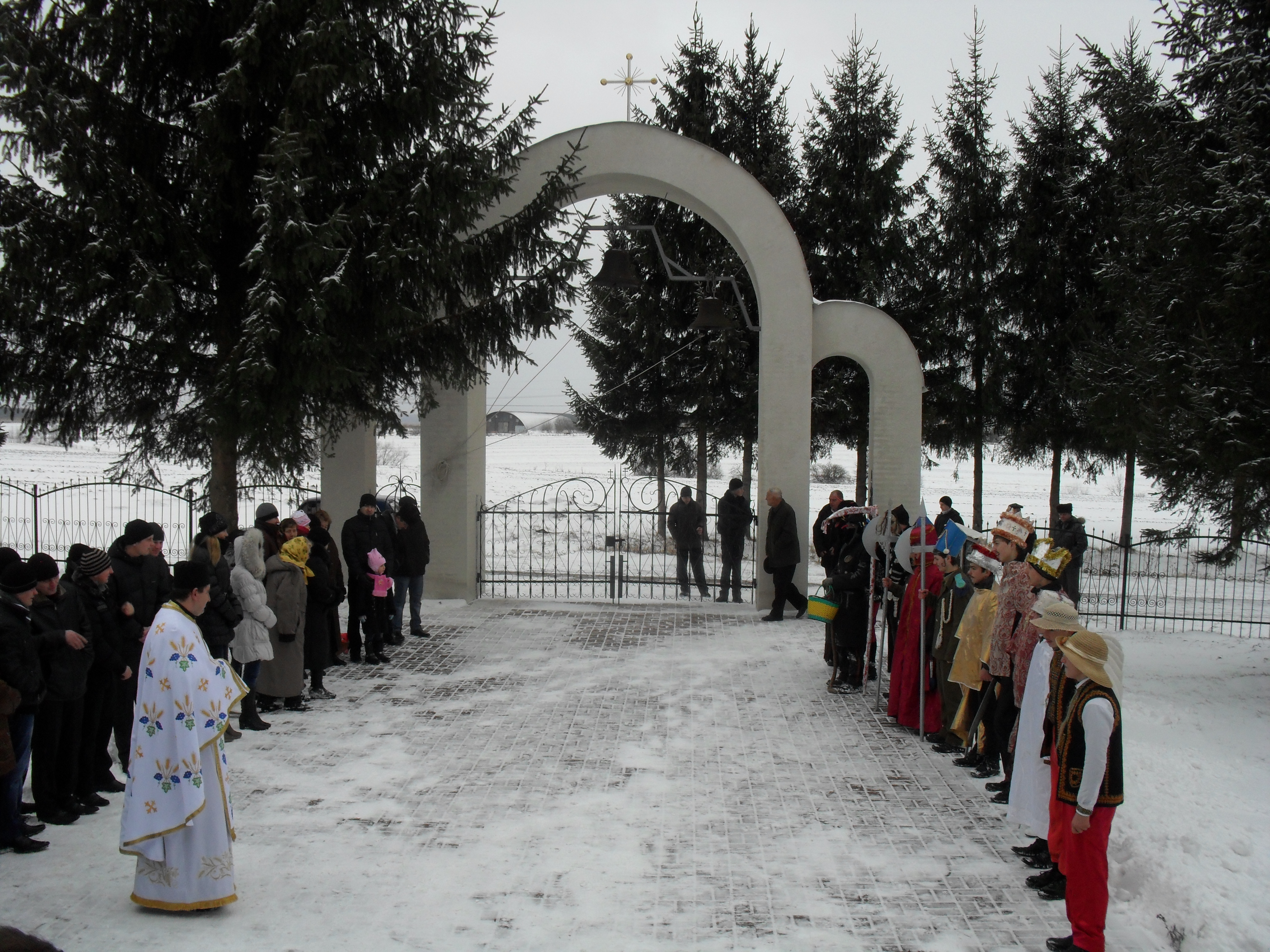
Вертеп в с. Милятичі
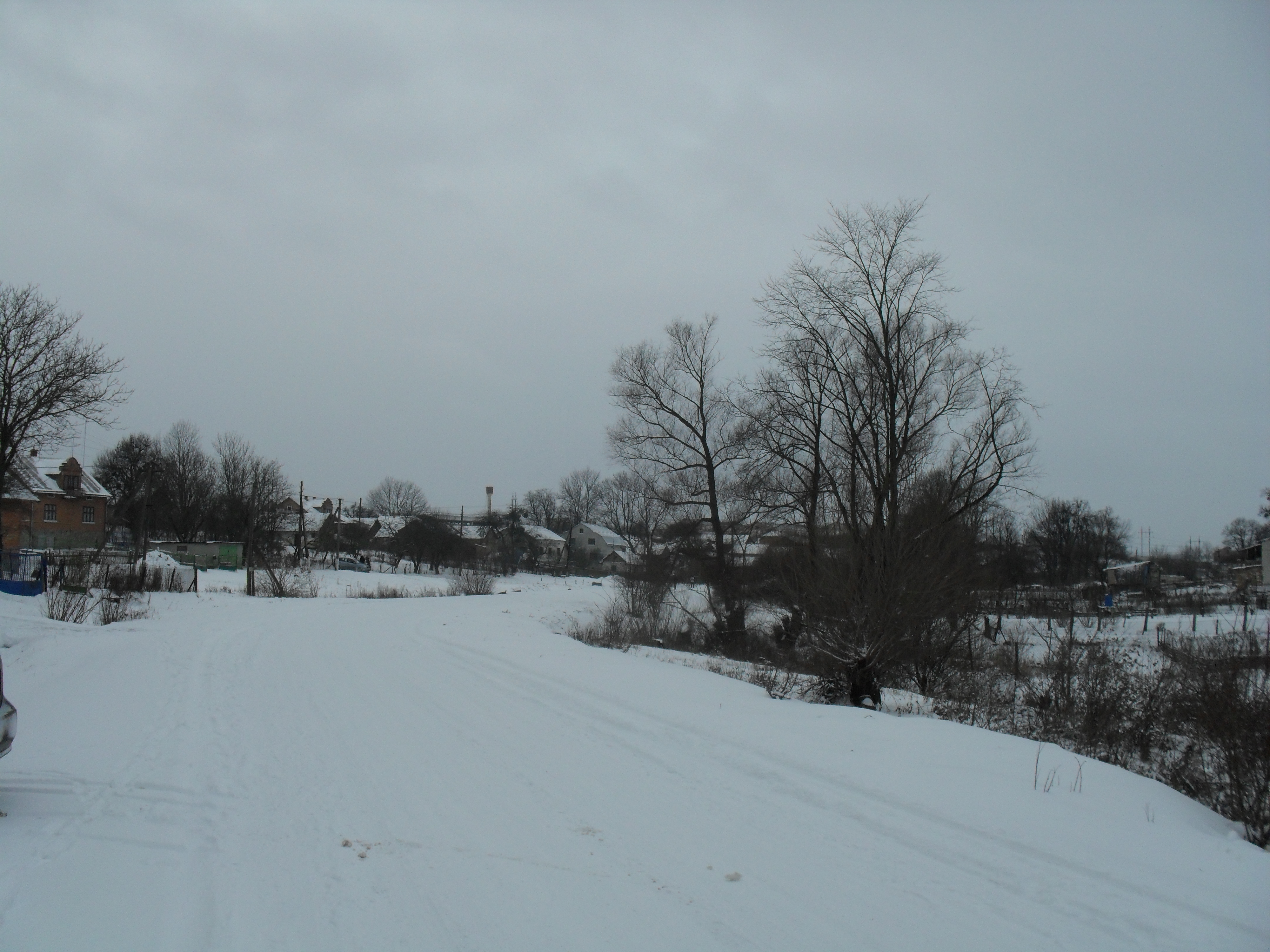
Вулиця села
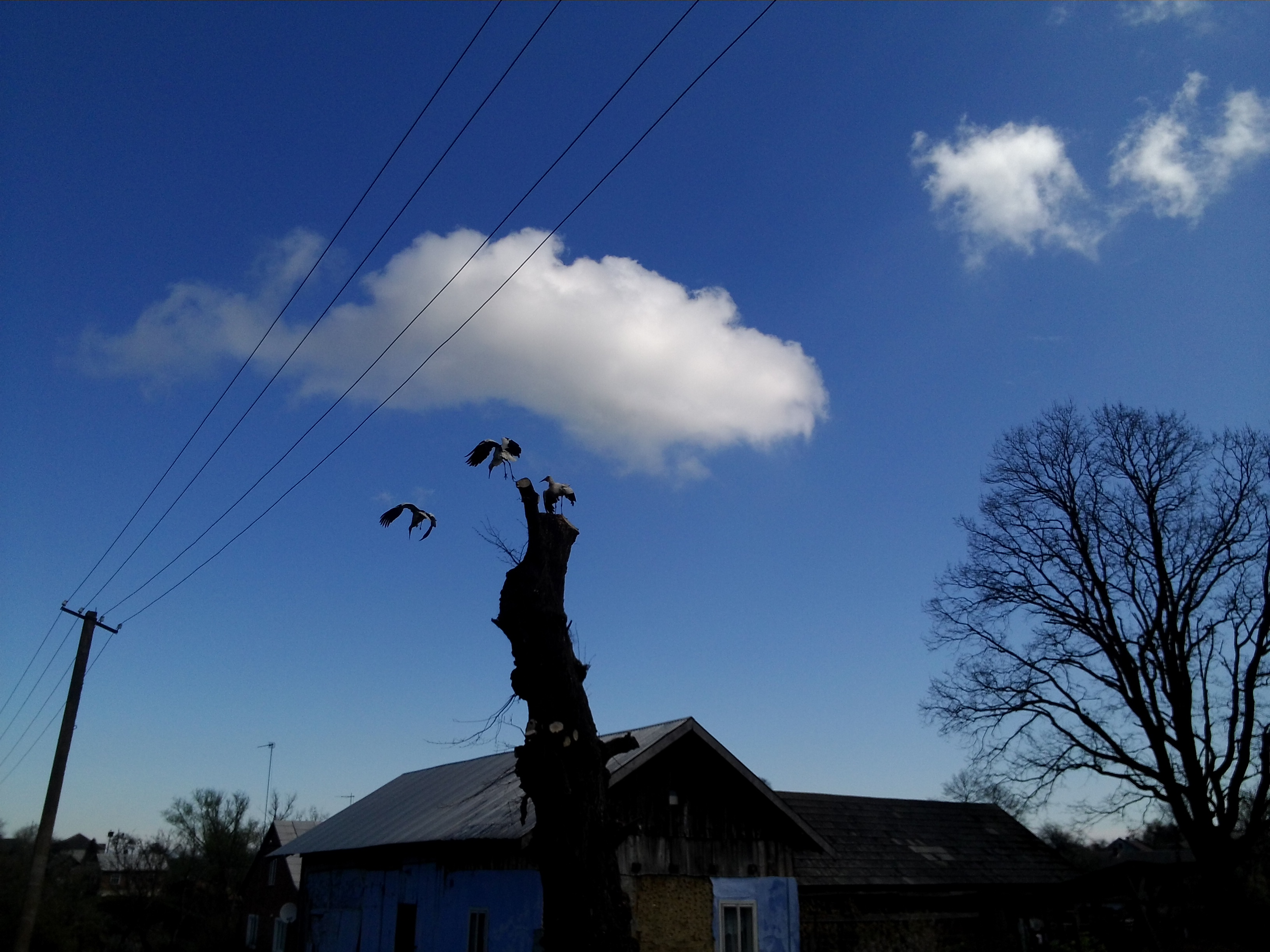
Лелеки в Милятичах
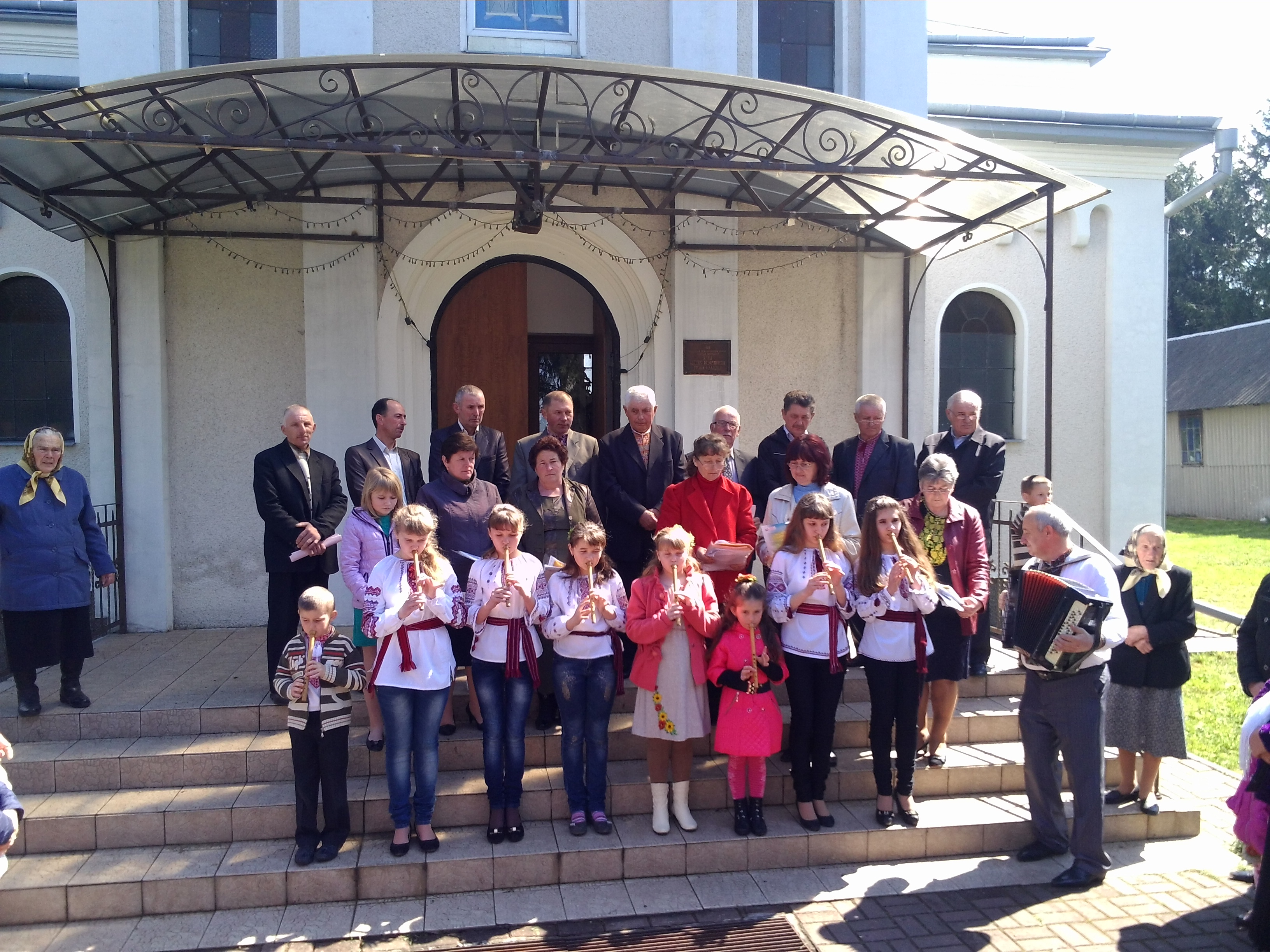
Співання гаївок на Великдень

.

## Економіка
- виробник бруківки, бетонних бордюрів, блоків та декоративних елементів (ТМ «Мій двір»)
- інтернет магазин оригінальних б / у запчастин автомобілів Mercedes-Benz і Audi - AvtoZlom.
- бенкетна зала «Соната» в Милятичах.
- фермерське господарство «Крижинка».